# آيت بن الصغير (واومنة)
آيت بن الصغير هو دُوَّار يقع بجماعة واو مانة، إقليم خنيفرة، جهة بني ملال خنيفرة في المملكة المغربية. ينتمي الدوّار لمشيخة واومنة التي تضم 11 دوار. يقدر عدد سكانه بـ 613 نسمة حسب الإحصاء الرسمي للسكان والسكنى لسنة 2004.

## وصلات خارجية
- البوابة الوطنية للجماعات الترابية
- المندوبية السامية للتخطيط